# Загорский трубный завод
Загорский трубный завод — трубный завод, построенный в 2015 году в городе Пересвет Сергиево-Посадского городского района Московской области. Специализируется на производстве труб большого диаметра.
Входит в единый металлургический холдинг совместно с комбинатом «Уральская Сталь» (г. Новотроицк, Оренбургская область).

## История
Загорский трубный завод был построен в Сергиево-Посадском районе Московской области в 2016 году.
Проект по строительству ЗТЗ был реализован Изоляционным трубным заводом, чья производственная площадка находилась рядом.
В проект строительства было инвестировано около 10 миллиардов рублей. Проектная годовая мощность завода — 500 тысяч тонн труб большого диаметра. Производит трубы для нефтегазовой отрасли. Также ЗТЗ являлся поставщиком труб для устройства свай при строительстве Крымского моста. Позднее аналогичный заказ был выполнен при строительстве мостового перехода через Волгу в обход Тольятти.
В конце 2016 года совладельцем ЗТЗ стал однокурсник Владимира Путина сооснователь и партнер адвокатского бюро «Егоров, Пугинский, Афанасьев и партнеры» (ЕПАМ) Николай Егоров.
В 2017 году Загорский трубный завод получил статус поставщика и соответствующий заказ от «Газпрома». К началу 2021 года заказы от «Газпрома» станут формировать около 90 процентов выручки предприятия.
В сентябре 2017 года генеральный директор ЗТЗ Денис Сафин был арестован по подозрению в нецелевом использовании государственных субсидий на сумму 133 млн рублей, но всё закончилось для него благополучно.
В 2018 году ЗТЗ закупил вагоны-штрипсовозы для перевозки широкого стального проката стоимостью, по оценке экспертов, около 750 миллионов рублей.
В 2020 году стало известно о планах по слиянию активов Загорского трубного завода и группы ЧТПЗ (Челябинский трубопрокатный завод). Компании договорились о создании промышленной группы для обеспечения предприятий ТЭК трубами и сопутствующей продукцией. В результате этого слияния объединенная компания могла бы стать крупнейшим производителем ТБД в России и занять около трети российского рынка.
В июле 2020 года стало известно о запуске программы «Цифровой склад». Суть программы заключалась в оцифровании учета готовой трубной продукции на территории складского комплекса предприятия. Партнером в разработке промышленной программы выступила компания KPBS. Разработка программы заняла 4 месяца. Учет готовой продукции производится за счет QR-маркировки на финальном этапе производства. QR-код содержит всю необходимо информацию о продукте, документацию и данные о его статусе. Считать этот код можно при помощи специального сканера, который есть у каждого сотрудника.
В сентябре 2020 года стало известно, что сделка по продаже трубных активов Группы ЧТПЗ Андрея Комарова Загорскому трубному заводу вошла в финальную стадию. В январе 2021 года стало известно, что проект по слиянию приостановлен, поскольку у ЗТЗ возникли вопросы к ЧТПЗ, появилась необходимость дополнительно изучить и обсудить нюансы. Вероятной причиной эксперты называют «не устроившее ЗТЗ финансовое положение челябинского завода, усугубившееся за последний год».
В январе 2022 года ЗТЗ приобрел у холдинга «Металлоинвест» Алишера Усманова комбинат «Уральская сталь», расположенный в Новотроицке Оренбургской области. Сумма сделки составила $500 млн.
В начале мая 2022 года стало известно, что Загорский трубный завод подписал соглашение с 25 образовательными учреждениями и стратегическими партнерами — предприятиями реального сектора экономики, являющихся гарантами трудоустройства будущих выпускников. Благодаря подписанным соглашениям был запущен масштабный федеральный проект под названием «Профессионалитет». За счет этого проекта Ресурсный центр ЗТЗ станет базой для подготовки будущих специалистов по направлению «Металлургия», а Загорский трубный завод одним из их будущих работодателей.

## Производство
В 2018 году ЗТЗ произвел 491 тыс. тонн труб и стал четвертым по величине производителем трубы большого диаметра для нефте- и газопроводов в России.
В октябре 2021 года ЗТЗ объявил о выводе на трубный рынок своего нового продукта — труб сверхбольшого диаметра под брендом «WallPi». Это двухшовные сварные трубы диаметром 2520 мм. Первая партия этих труб отгружается для береговых сооружений при строительстве морского терминала «Утренний», который реализуется компанией «НОВАТЭК» в рамках проекта «Арктик СПГ-2».
В декабре 2021 года стало известно, что на Загорском трубном заводе выпустили юбилейную трубу. Труба с рубежной отметкой в два миллиона тонн под номером 21-66599 вышла с производства 22.12.21, ровно через шесть лет после выпуска на новом трубном производстве в Пересвете первой трубы.
В мае 2021 года стало известно, что Загорский трубный завод запустил в эксплуатацию систему с применением алгоритмов компьютерного зрения и методов глубокого машинного обучения. Такая система позволит упростить и повысить эффективность контроля технологии изготовления продукции. Для реализации проекта в цехе нанесения покрытия установлено более десяти камер видеонаблюдения, с помощью которых можно зафиксировать процесс производства на открытых участках линии. Также имеется специальный алгоритм, который позволяет без затруднений определить на каком участке линии находится та или иная труба. Кроме того, система дает возможность расчета скорости вращения и перемещения труб.
В мае 2022 года ЗТЗ совместно с ПАО «Газпром» согласовал технические условия на биметаллические трубы, которые необходимы для производства продукции, способной надежно транспортировать углеводороды с коррозионноактивными компонентами СО2 и Н2S. Это означает, что АО «ЗТЗ» теперь может производить новый вид продукции для стратегических нужд отрасли.
ЗТЗ отработал 2022 год при 100 % загрузке производства, увеличив выпуск готовой продукции на 32 % по сравнению с 2021 годом. Итоговая отгрузка трубной продукции составила более 465 тысяч тонн. Специалисты ЗТЗ за 2022 год разработали целый ряд инновационной продукции: за год получено 13 сертификатов соответствия и 3 патента.

## Кластер по производству бесшовных труб
В октябре 2019 года руководством Загорского трубного завода и банком ВТБ было подписано соглашение о стратегическом партнерстве. Суть соглашения заключалась в том, что банк ВТБ должен выступить инвестором проекта ЗТЗ по строительству нового промышленного кластера по производству бесшовных труб в Центральном федеральном округе РФ. Также банк собирается предоставить заводу полный спектр финансовых продуктов, в том числе розничные и инвестиционно-банковские решения. Объем будущих инвестиций оценивался в 35 млрд рублей.
В 2021 году стоимость проекта была повышена до 45 млрд руб., была переоценена его производственная мощность в сторону повышения до 450—500 тыс. тонн бесшовных труб в год, также было объявлено о выборе нового банка для финансирования проекта..
В январе 2022 года ЗТЗ приобрел у холдинга «Металлоинвест» Алишера Усманова комбинат «Уральская сталь», расположенный в Новотроицке Оренбургской области. Сумма сделки составила $500 млн. Переговоры были начаты ещё в 2020 году. Владельцы ЗТЗ рассматривали комбинат «Уральская сталь» в 2020 году как площадку для нового проекта — производства нарезных труб нефтяного сортамента. «Уральская сталь» производит среди прочего и заготовку для труб.
В августе 2022 года между «Уральской Сталью» и администрацией Оренбургской области было подписано соглашение о строительстве нового производства. Частью проекта является строительство цеха по выпуску бесшовных труб, с плановым запуском в 2023 году и проектной мощностью до 250 тыс. тонн в год. Согласно инвестиционному соглашению в развитие производств на комбинате планируется вложить 25 миллиардов рублей в период до 2025 года.
В ноябре 2023 года было объявлено о прошивке на заводе «Уральская сталь» (бывший Орско-Халиловский металлургический комбинат) первой гильзы для бесшовной трубы ЗТЗ из заготовки диаметром 120 мм.
Непрерывнопрокатный стан ТПА-80 будет запущен на заводе «Уральская сталь» в Новотроицке Оренбургской области в 2024 году. ЗТЗ планирует производство бесшовных горячекатанных труб диаметром 32-89 мм, с толщиной стенки 2,9-14 мм и длиной от 4,5 до 12 метров. Запуск нового производства труб для нефтегазодобывающей отрасли позволит создать порядка 500 новых рабочих мест. К 2025 году планируется выйти на проектные показатели производства бесшовных труб до 250 тыс. тонн в год.